# 1301
Portal Geschichte | Portal Biografien | Aktuelle Ereignisse | Jahreskalender | Tagesartikel

◄ |
13. Jahrhundert |
14. Jahrhundert
| 15. Jahrhundert | ►

◄ |
1270er |
1280er |
1290er |
1300er
| 1310er | 1320er | 1330er | ►

◄◄ |
◄ |
1297 |
1298 |
1299 |
1300 |
1301
| 1302 | 1303 | 1304 | 1305 | ► | ►►
Staatsoberhäupter  · Nekrolog
| Januar | Januar | Januar | Januar | Januar | Januar | Januar | Januar |
| Kw     | Mo     | Di     | Mi     | Do     | Fr     | Sa     | So     |
| ------ | ------ | ------ | ------ | ------ | ------ | ------ | ------ |
| 52     |        |        |        |        |        |        | 1      |
| 1      | 2      | 3      | 4      | 5      | 6      | 7      | 8      |
| 2      | 9      | 10     | 11     | 12     | 13     | 14     | 15     |
| 3      | 16     | 17     | 18     | 19     | 20     | 21     | 22     |
| 4      | 23     | 24     | 25     | 26     | 27     | 28     | 29     |
| 5      | 30     | 31     |        |        |        |        |        |

| Februar | Februar | Februar | Februar | Februar | Februar | Februar | Februar |
| Kw      | Mo      | Di      | Mi      | Do      | Fr      | Sa      | So      |
| ------- | ------- | ------- | ------- | ------- | ------- | ------- | ------- |
| 5       |         |         | 1       | 2       | 3       | 4       | 5       |
| 6       | 6       | 7       | 8       | 9       | 10      | 11      | 12      |
| 7       | 13      | 14      | 15      | 16      | 17      | 18      | 19      |
| 8       | 20      | 21      | 22      | 23      | 24      | 25      | 26      |
| 9       | 27      | 28      |         |         |         |         |         |

| März | März | März | März | März | März | März | März |
| Kw   | Mo   | Di   | Mi   | Do   | Fr   | Sa   | So   |
| ---- | ---- | ---- | ---- | ---- | ---- | ---- | ---- |
| 9    |      |      | 1    | 2    | 3    | 4    | 5    |
| 10   | 6    | 7    | 8    | 9    | 10   | 11   | 12   |
| 11   | 13   | 14   | 15   | 16   | 17   | 18   | 19   |
| 12   | 20   | 21   | 22   | 23   | 24   | 25   | 26   |
| 13   | 27   | 28   | 29   | 30   | 31   |      |      |

| April | April | April | April | April | April | April | April |
| Kw    | Mo    | Di    | Mi    | Do    | Fr    | Sa    | So    |
| ----- | ----- | ----- | ----- | ----- | ----- | ----- | ----- |
| 13    |       |       |       |       |       | 1     | 2     |
| 14    | 3     | 4     | 5     | 6     | 7     | 8     | 9     |
| 15    | 10    | 11    | 12    | 13    | 14    | 15    | 16    |
| 16    | 17    | 18    | 19    | 20    | 21    | 22    | 23    |
| 17    | 24    | 25    | 26    | 27    | 28    | 29    | 30    |

| Mai | Mai | Mai | Mai | Mai | Mai | Mai | Mai |
| Kw  | Mo  | Di  | Mi  | Do  | Fr  | Sa  | So  |
| --- | --- | --- | --- | --- | --- | --- | --- |
| 18  | 1   | 2   | 3   | 4   | 5   | 6   | 7   |
| 19  | 8   | 9   | 10  | 11  | 12  | 13  | 14  |
| 20  | 15  | 16  | 17  | 18  | 19  | 20  | 21  |
| 21  | 22  | 23  | 24  | 25  | 26  | 27  | 28  |
| 22  | 29  | 30  | 31  |     |     |     |     |

| Juni | Juni | Juni | Juni | Juni | Juni | Juni | Juni |
| Kw   | Mo   | Di   | Mi   | Do   | Fr   | Sa   | So   |
| ---- | ---- | ---- | ---- | ---- | ---- | ---- | ---- |
| 22   |      |      |      | 1    | 2    | 3    | 4    |
| 23   | 5    | 6    | 7    | 8    | 9    | 10   | 11   |
| 24   | 12   | 13   | 14   | 15   | 16   | 17   | 18   |
| 25   | 19   | 20   | 21   | 22   | 23   | 24   | 25   |
| 26   | 26   | 27   | 28   | 29   | 30   |      |      |

| Juli | Juli | Juli | Juli | Juli | Juli | Juli | Juli |
| Kw   | Mo   | Di   | Mi   | Do   | Fr   | Sa   | So   |
| ---- | ---- | ---- | ---- | ---- | ---- | ---- | ---- |
| 26   |      |      |      |      |      | 1    | 2    |
| 27   | 3    | 4    | 5    | 6    | 7    | 8    | 9    |
| 28   | 10   | 11   | 12   | 13   | 14   | 15   | 16   |
| 29   | 17   | 18   | 19   | 20   | 21   | 22   | 23   |
| 30   | 24   | 25   | 26   | 27   | 28   | 29   | 30   |
| 31   | 31   |      |      |      |      |      |      |

| August | August | August | August | August | August | August | August |
| Kw     | Mo     | Di     | Mi     | Do     | Fr     | Sa     | So     |
| ------ | ------ | ------ | ------ | ------ | ------ | ------ | ------ |
| 31     |        | 1      | 2      | 3      | 4      | 5      | 6      |
| 32     | 7      | 8      | 9      | 10     | 11     | 12     | 13     |
| 33     | 14     | 15     | 16     | 17     | 18     | 19     | 20     |
| 34     | 21     | 22     | 23     | 24     | 25     | 26     | 27     |
| 35     | 28     | 29     | 30     | 31     |        |        |        |

| September | September | September | September | September | September | September | September |
| Kw        | Mo        | Di        | Mi        | Do        | Fr        | Sa        | So        |
| --------- | --------- | --------- | --------- | --------- | --------- | --------- | --------- |
| 35        |           |           |           |           | 1         | 2         | 3         |
| 36        | 4         | 5         | 6         | 7         | 8         | 9         | 10        |
| 37        | 11        | 12        | 13        | 14        | 15        | 16        | 17        |
| 38        | 18        | 19        | 20        | 21        | 22        | 23        | 24        |
| 39        | 25        | 26        | 27        | 28        | 29        | 30        |           |

| Oktober | Oktober | Oktober | Oktober | Oktober | Oktober | Oktober | Oktober |
| Kw      | Mo      | Di      | Mi      | Do      | Fr      | Sa      | So      |
| ------- | ------- | ------- | ------- | ------- | ------- | ------- | ------- |
| 39      |         |         |         |         |         |         | 1       |
| 40      | 2       | 3       | 4       | 5       | 6       | 7       | 8       |
| 41      | 9       | 10      | 11      | 12      | 13      | 14      | 15      |
| 42      | 16      | 17      | 18      | 19      | 20      | 21      | 22      |
| 43      | 23      | 24      | 25      | 26      | 27      | 28      | 29      |
| 44      | 30      | 31      |         |         |         |         |         |

| November | November | November | November | November | November | November | November |
| Kw       | Mo       | Di       | Mi       | Do       | Fr       | Sa       | So       |
| -------- | -------- | -------- | -------- | -------- | -------- | -------- | -------- |
| 44       |          |          | 1        | 2        | 3        | 4        | 5        |
| 45       | 6        | 7        | 8        | 9        | 10       | 11       | 12       |
| 46       | 13       | 14       | 15       | 16       | 17       | 18       | 19       |
| 47       | 20       | 21       | 22       | 23       | 24       | 25       | 26       |
| 48       | 27       | 28       | 29       | 30       |          |          |          |

| Dezember | Dezember | Dezember | Dezember | Dezember | Dezember | Dezember | Dezember |
| Kw       | Mo       | Di       | Mi       | Do       | Fr       | Sa       | So       |
| -------- | -------- | -------- | -------- | -------- | -------- | -------- | -------- |
| 48       |          |          |          |          | 1        | 2        | 3        |
| 49       | 4        | 5        | 6        | 7        | 8        | 9        | 10       |
| 50       | 11       | 12       | 13       | 14       | 15       | 16       | 17       |
| 51       | 18       | 19       | 20       | 21       | 22       | 23       | 24       |
| 52       | 25       | 26       | 27       | 28       | 29       | 30       | 31       |

| Januar | Januar | Januar | Januar | Januar | Januar | Januar | Januar |
| Kw     | Mo     | Di     | Mi     | Do     | Fr     | Sa     | So     |
| ------ | ------ | ------ | ------ | ------ | ------ | ------ | ------ |
| 52     |        |        |        |        |        |        | 1      |
| 1      | 2      | 3      | 4      | 5      | 6      | 7      | 8      |
| 2      | 9      | 10     | 11     | 12     | 13     | 14     | 15     |
| 3      | 16     | 17     | 18     | 19     | 20     | 21     | 22     |
| 4      | 23     | 24     | 25     | 26     | 27     | 28     | 29     |
| 5      | 30     | 31     |        |        |        |        |        |

| Februar | Februar | Februar | Februar | Februar | Februar | Februar | Februar |
| Kw      | Mo      | Di      | Mi      | Do      | Fr      | Sa      | So      |
| ------- | ------- | ------- | ------- | ------- | ------- | ------- | ------- |
| 5       |         |         | 1       | 2       | 3       | 4       | 5       |
| 6       | 6       | 7       | 8       | 9       | 10      | 11      | 12      |
| 7       | 13      | 14      | 15      | 16      | 17      | 18      | 19      |
| 8       | 20      | 21      | 22      | 23      | 24      | 25      | 26      |
| 9       | 27      | 28      |         |         |         |         |         |

| März | März | März | März | März | März | März | März |
| Kw   | Mo   | Di   | Mi   | Do   | Fr   | Sa   | So   |
| ---- | ---- | ---- | ---- | ---- | ---- | ---- | ---- |
| 9    |      |      | 1    | 2    | 3    | 4    | 5    |
| 10   | 6    | 7    | 8    | 9    | 10   | 11   | 12   |
| 11   | 13   | 14   | 15   | 16   | 17   | 18   | 19   |
| 12   | 20   | 21   | 22   | 23   | 24   | 25   | 26   |
| 13   | 27   | 28   | 29   | 30   | 31   |      |      |

| April | April | April | April | April | April | April | April |
| Kw    | Mo    | Di    | Mi    | Do    | Fr    | Sa    | So    |
| ----- | ----- | ----- | ----- | ----- | ----- | ----- | ----- |
| 13    |       |       |       |       |       | 1     | 2     |
| 14    | 3     | 4     | 5     | 6     | 7     | 8     | 9     |
| 15    | 10    | 11    | 12    | 13    | 14    | 15    | 16    |
| 16    | 17    | 18    | 19    | 20    | 21    | 22    | 23    |
| 17    | 24    | 25    | 26    | 27    | 28    | 29    | 30    |

| Mai | Mai | Mai | Mai | Mai | Mai | Mai | Mai |
| Kw  | Mo  | Di  | Mi  | Do  | Fr  | Sa  | So  |
| --- | --- | --- | --- | --- | --- | --- | --- |
| 18  | 1   | 2   | 3   | 4   | 5   | 6   | 7   |
| 19  | 8   | 9   | 10  | 11  | 12  | 13  | 14  |
| 20  | 15  | 16  | 17  | 18  | 19  | 20  | 21  |
| 21  | 22  | 23  | 24  | 25  | 26  | 27  | 28  |
| 22  | 29  | 30  | 31  |     |     |     |     |

| Juni | Juni | Juni | Juni | Juni | Juni | Juni | Juni |
| Kw   | Mo   | Di   | Mi   | Do   | Fr   | Sa   | So   |
| ---- | ---- | ---- | ---- | ---- | ---- | ---- | ---- |
| 22   |      |      |      | 1    | 2    | 3    | 4    |
| 23   | 5    | 6    | 7    | 8    | 9    | 10   | 11   |
| 24   | 12   | 13   | 14   | 15   | 16   | 17   | 18   |
| 25   | 19   | 20   | 21   | 22   | 23   | 24   | 25   |
| 26   | 26   | 27   | 28   | 29   | 30   |      |      |

| Juli | Juli | Juli | Juli | Juli | Juli | Juli | Juli |
| Kw   | Mo   | Di   | Mi   | Do   | Fr   | Sa   | So   |
| ---- | ---- | ---- | ---- | ---- | ---- | ---- | ---- |
| 26   |      |      |      |      |      | 1    | 2    |
| 27   | 3    | 4    | 5    | 6    | 7    | 8    | 9    |
| 28   | 10   | 11   | 12   | 13   | 14   | 15   | 16   |
| 29   | 17   | 18   | 19   | 20   | 21   | 22   | 23   |
| 30   | 24   | 25   | 26   | 27   | 28   | 29   | 30   |
| 31   | 31   |      |      |      |      |      |      |

| August | August | August | August | August | August | August | August |
| Kw     | Mo     | Di     | Mi     | Do     | Fr     | Sa     | So     |
| ------ | ------ | ------ | ------ | ------ | ------ | ------ | ------ |
| 31     |        | 1      | 2      | 3      | 4      | 5      | 6      |
| 32     | 7      | 8      | 9      | 10     | 11     | 12     | 13     |
| 33     | 14     | 15     | 16     | 17     | 18     | 19     | 20     |
| 34     | 21     | 22     | 23     | 24     | 25     | 26     | 27     |
| 35     | 28     | 29     | 30     | 31     |        |        |        |

| September | September | September | September | September | September | September | September |
| Kw        | Mo        | Di        | Mi        | Do        | Fr        | Sa        | So        |
| --------- | --------- | --------- | --------- | --------- | --------- | --------- | --------- |
| 35        |           |           |           |           | 1         | 2         | 3         |
| 36        | 4         | 5         | 6         | 7         | 8         | 9         | 10        |
| 37        | 11        | 12        | 13        | 14        | 15        | 16        | 17        |
| 38        | 18        | 19        | 20        | 21        | 22        | 23        | 24        |
| 39        | 25        | 26        | 27        | 28        | 29        | 30        |           |

| Oktober | Oktober | Oktober | Oktober | Oktober | Oktober | Oktober | Oktober |
| Kw      | Mo      | Di      | Mi      | Do      | Fr      | Sa      | So      |
| ------- | ------- | ------- | ------- | ------- | ------- | ------- | ------- |
| 39      |         |         |         |         |         |         | 1       |
| 40      | 2       | 3       | 4       | 5       | 6       | 7       | 8       |
| 41      | 9       | 10      | 11      | 12      | 13      | 14      | 15      |
| 42      | 16      | 17      | 18      | 19      | 20      | 21      | 22      |
| 43      | 23      | 24      | 25      | 26      | 27      | 28      | 29      |
| 44      | 30      | 31      |         |         |         |         |         |

| November | November | November | November | November | November | November | November |
| Kw       | Mo       | Di       | Mi       | Do       | Fr       | Sa       | So       |
| -------- | -------- | -------- | -------- | -------- | -------- | -------- | -------- |
| 44       |          |          | 1        | 2        | 3        | 4        | 5        |
| 45       | 6        | 7        | 8        | 9        | 10       | 11       | 12       |
| 46       | 13       | 14       | 15       | 16       | 17       | 18       | 19       |
| 47       | 20       | 21       | 22       | 23       | 24       | 25       | 26       |
| 48       | 27       | 28       | 29       | 30       |          |          |          |

| Dezember | Dezember | Dezember | Dezember | Dezember | Dezember | Dezember | Dezember |
| Kw       | Mo       | Di       | Mi       | Do       | Fr       | Sa       | So       |
| -------- | -------- | -------- | -------- | -------- | -------- | -------- | -------- |
| 48       |          |          |          |          | 1        | 2        | 3        |
| 49       | 4        | 5        | 6        | 7        | 8        | 9        | 10       |
| 50       | 11       | 12       | 13       | 14       | 15       | 16       | 17       |
| 51       | 18       | 19       | 20       | 21       | 22       | 23       | 24       |
| 52       | 25       | 26       | 27       | 28       | 29       | 30       | 31       |

## Ereignisse

### Politik und Weltgeschehen

#### Westeuropa

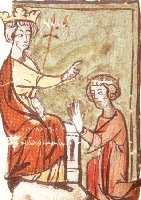
Edward I. verleiht seinem Sohn den Titel Prince of Wales

- 7. Februar: Der englische König Edward I. investiert seinen Sohn Edward Caernarvon in einer in Lincoln vorgenommenen Krönung in den königlichen Ländereien in Wales und ernennt ihn zum Earl of Chester, um das vor 19 Jahren eroberte Wales fester an England zu binden. Im Mai nimmt Edward erstmals den Titel Prince of Wales an.
- 11. April: Raniero Grimaldi muss wegen der von Karl II. von Anjou organisierten Lebensmittelsperre nach vier Jahren die Festung Monaco an das Königreich Neapel übergeben. Die Grimaldi erhalten eine Entschädigung und Raniero erhält seinen Besitz in Genua zurück.

#### Heiliges Römisches Reich
- Durch seine Verbindung zu König Philipp IV. von Frankreich und durch seine Absicht, Holland, Seeland und Friesland als erledigtes Reichslehen einzuziehen, ruft der deutsche König Albrecht I. aus dem Hause Habsburg die Unzufriedenheit der Kurfürsten hervor. Die Erzbischöfe Gerhard II. von Eppstein von Mainz, Diether von Nassau von Trier und Wigbold von Holte von Köln sowie Rudolf I. von der Pfalz, Pfalzgraf bei Rhein, tun sich unter dem Namen „Kurverein von (Nieder)heimbach“ zusammen und planen, Albrecht wieder abzusetzen. Am 7. Mai erlässt Albrecht von Speyer aus seine Kriegserklärung an die vier Kurfürsten und zieht von dort am 21. Mai gegen sie zu Felde.
- 23. Mai: Das kaiserliche Heer erobert Wiesloch. Anschließend belagert er erfolglos das von seinem Neffen Rudolf von der Pfalz verteidigte Heidelberg.
- Juli: Albrecht und seine Verbündeten belagern drei Wochen lang die Stadt Bensheim. Nach der Einnahme der Stadt zerstört Albrecht auch die Feste Zwingenberg des Grafen Wilhelm I. von Katzenelnbogen.
- 3. September: Bartolomeo I. della Scala wird nach dem Tod seines Vaters Alberto I. della Scala Herr von Verona.
- Das Wenzelschloss in Lauf an der Pegnitz wird zerstört.

#### Osteuropa

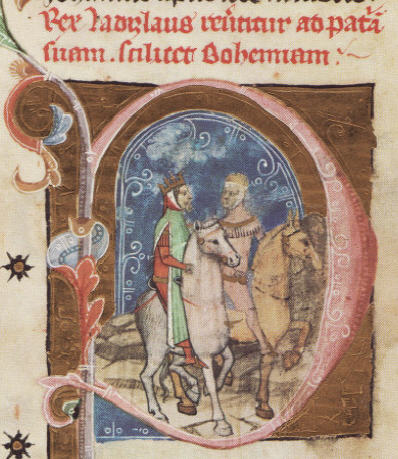
Wenzel kommt nach Ungarn, Miniatur aus dem Chronicon pictum

- 14. Januar: Mit dem Tod von König Andreas III. stirbt im Königreich Ungarn die Dynastie der Árpáden aus. Daraufhin bewerben sich sowohl die Přemysliden als auch Karl Robert von Anjou um den ungarischen Königsthron. Die Magnaten entscheiden sich schließlich für erstere und bieten dem böhmischen König Wenzel II. die Stephanskrone an. Dieser schickt stattdessen seinen gleichnamigen Sohn, der im Mai in Buda zum König gewählt wird.
- 27. August: Nach dem Aussterben der Árpáden wird der Přemyslide Wenzel III. in Stuhlweißenburg als Ladislaus V. zum ungarischen König gekrönt. Faktisch zerfällt das Land jedoch in mehrere von Oligarchen regierte Kleinkönigtümer.
- In Kroatien kann sich hingegen Karl I. Robert von Anjou als König durchsetzen, womit der Staatsverband mit Ungarn kurzzeitig informell beendet ist.

#### Stadtgründungen und urkundliche Ersterwähnungen
- 13. Mai: Bergneustadt wird als Nyestadt gegründet.
- Bühlertal, Märkisch Buchholz, Oberflachs und Spremberg werden erstmals urkundlich erwähnt.

### Wissenschaft und Kultur

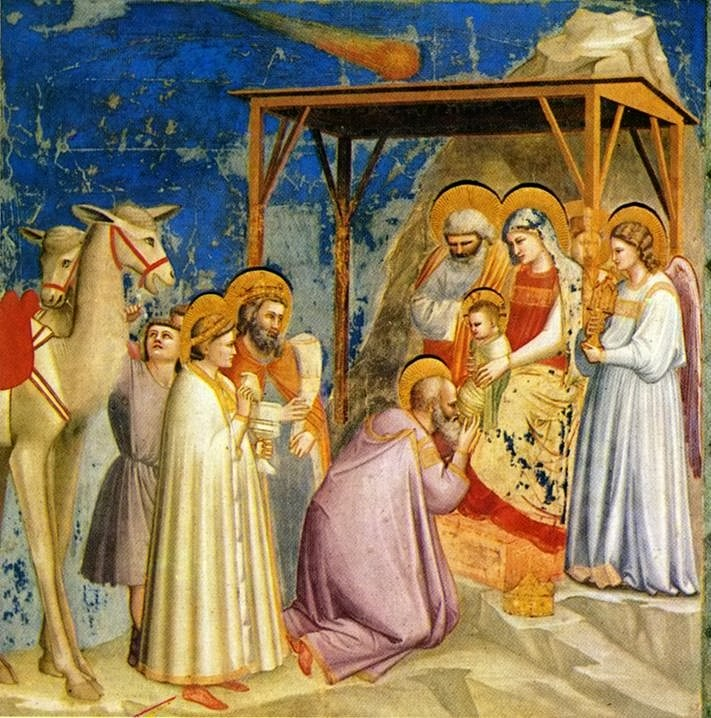
Giotto: Anbetung der Könige, entstanden zwischen 1304 und 1306

- 25. Oktober: Der Halleysche Komet ist nach Quellen aus China, Japan, Korea und Europa 47 Tage lang zu sehen. Giotto di Bondone stellt ihn einige Jahre später als Stern von Betlehem in dem Fresko Anbetung der Könige dar.

### Religion
- 5. Dezember: In der Bulle Ausculta fili lädt Papst Bonifatius VIII. die französischen Bischöfe und König Philipp IV. zu einer Synode nach Rom vor. Vom König verlangt er ferner die Freilassung des festgenommenen päpstlichen Legaten, der zuvor eine Verletzung klerikaler Rechte seitens König Philipp kritisiert hatte.
- 10. Dezember: Nach dem Tod des Prager Bischofs Gregor von Waldek am 6. September wird Johann IV. von Dražice zu dessen Nachfolger gewählt. Der Investitur durch König Wenzel II. folgt am 10. Dezember die Bischofsweihe durch den damaligen Basler Bischof und späteren Mainzer Erzbischof Peter von Aspelt, der das böhmische Kanzleramt bekleidet.
- Nach dem Tod des Breslauer Bischofs Johann III. Romka am 19. November wird Heinrich von Würben mit Unterstützung des böhmischen und gleichzeitigen polnischen Königs Wenzel II. vom Domkapitel zu dessen Nachfolger gewählt.
- Otto III. von Rietberg wird nach dem Tod von Everhard von Diest Bischof von Münster.

## Geboren

### Geburtsdatum gesichert
- 23. Juli: Otto der Fröhliche, Herzog von Österreich, Steiermark, Kärnten und Krain, Reichsvikar († 1339)
- 5. August: Edmund of Woodstock, englischer Adliger († 1330)
- 7. Oktober: Alexander Michailowitsch, Fürst von Twer und Großfürst von Wladimir († 1339)
- 18. November: Catherine de Valois-Courtenay, Titularkaiserin von Konstantinopel und Regentin des Fürstentums Achaia († 1346)
- 30. November: Andrea Corsini, Bischof von Fiesole und Heiliger der katholischen Kirche († 1374)

### Genaues Geburtsdatum unbekannt
- Maria Afonso, portugiesische Adelige und Nonne († 1320)
- Ingebjørg Håkonsdatter, schwedische Herzogin († 1361)
- William Montagu, englischer Militär und Magnat († 1344)
- Morikuni, letzter Shōgun des Kamakura-Shōgunates in Japan († 1333)
- Otto von Hessen, Erzbischof von Magdeburg († 1361)
- Henry Percy, englischer Magnat und Militär († 1352)
- Philipp III., Graf von Évreux, Graf von Longueville und de iure uxoris König von Navarra († 1343)
- Rudolf II., Markgraf von Hachberg-Sausenberg und Herr von Rötteln († 1352)
- Nitta Yoshisada, japanischer Samurai und Feldherr († 1338)

### Geboren um 1301
- Nicholas Cantilupe, englischer Adeliger, Richter und Militär († 1355)

## Gestorben

### Todesdatum gesichert
- 14. Januar: Andreas III., König von Ungarn, Kroatien, Dalmatien und Rama (* um 1265)
- 21. März: Guillaume de Champvent, Bischof von Lausanne
- 5. April: Everhard von Diest, Bischof von Münster
- 4. Juli: Wilhelm von Berthout, Bischof von Utrecht
- 3. September: Alberto I. della Scala, Herr von Verona
- 6. September: Gregor von Waldek, Bischof von Prag (* um 1235)
- 27. September: Takatsukasa Kanetada, Adliger am japanischen Hof (* 1262)
- 11. Oktober: Wilhelm von Montfort, Abt von St. Gallen
- 9. November: Bolko I., Herzog von Schweidnitz-Jauer (* um 1253)
- 19. November: Johann III. Romka, Bischof von Breslau

### Genaues Todesdatum unbekannt
- Februar: Balian von Ibelin, Seneschall von Zypern (* um 1250)
- Bernhard von Coesfeld, deutscher Kaufmann und Bürgermeister von Lübeck
- Dietrich von Altena-Isenberg, Sohn und Nachfolger von Graf Friedrich von Isenberg (* um 1215)
- Falsche Margarete, norwegische Hochstaplerin (* um 1260)
- Gertrud Morneweg, Kauffrau in der Hansestadt Lübeck
- Heinrich III. von Burgau, Markgraf von Burgau
- Heinrich Schenk, Bischof von Kulm
- Ulrich II. von Kapellen, Landrichter ob der Enns (* 1250)
- Violante von Aragón, Königin von Kastilien und deutsche Königin (* 1236)
- Zahed Gilani, islamischer Mystiker und Großmeister des nach ihm benannten Sufiordens Zahediyyeh (* 1216)

### Gestorben um 1301
- Jean I. de Grailly, englischer Ritter